# Thomas N. Burnette

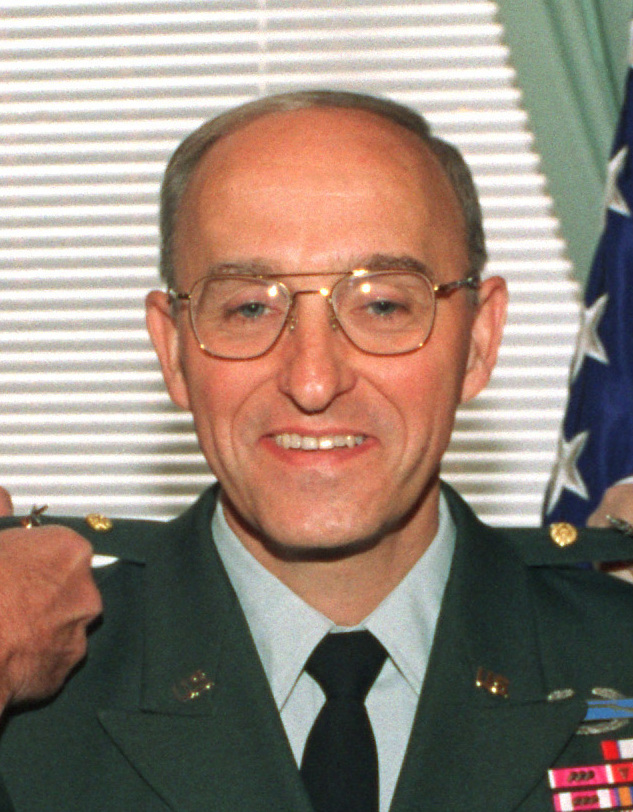
Thomas N. Burnette

Thomas Nelson Burnette Jr. (* 23. Oktober 1944 in Macon, Bibb County, Georgia; † 1. April 2019 in Savannah, Chatham County, Georgia) war ein Generalleutnant der United States Army. Er kommandierte unter anderem die 10. Gebirgsdivision.
Thomas Burnette war der Sohn von Thomas Nelson Burnette (1919–1966) und dessen Frau Mary G. Burnette (1923–1997). In den Jahren 1964 bis 1968 durchlief er die United States Military Academy in West Point. Nach seiner Graduation wurde er als Leutnant der Infanterie zugeteilt. In der Armee durchlief er anschließend alle Offiziersränge bis zum Dreisterne-General.
Im Verlauf seiner militärischen Karriere absolvierte er verschiedene Kurse und Schulungen. Dazu gehörten unter anderem der Armor Officer Advanced Course, das Command and General Staff College und das Industrial College of the Armed Forces, das heute als Dwight D. Eisenhower School for National Security and Resource Strategy bekannt ist. Zudem erhielt er einen akademischen Grad vom Georgia Institute of Technology.
In seinen jüngeren Jahren absolvierte er den für Offiziere in den niederen Rangstufen üblichen Dienst in verschiedenen Einheiten und Standorten. Dabei wurde er auch im Vietnamkrieg eingesetzt. Er bekleidete Kommandos auf verschiedenen militärischen Ebenen bis zum Divisionskommandeur. Außerdem war er mehrfach als Stabsoffizier eingesetzt. Unter anderem kommandierte er das 2. Bataillon der 87. Infanteriedivision und die 2. Brigade der 10. Gebirgsdivision.
Im Juli 1995 übernahm Thomas Burnette im Rang eines Generalmajors das Kommando über die 10. Gebirgsdivision. In dieser Funktion löste er David C. Meade ab. Dieses Kommando bekleidete er zwei Jahre lang bis Juli 1997. Nachdem er sein Kommando an Lawson W. Magruder übergeben hatte, wurde er Stabsoffizier in der Abteilung G3 (Operations) im Pentagon. In dieser Position blieb er bis 1999. Anschließend wurde er zum stellvertretenden Kommandeur des United States Joint Forces Command ernannt. Dieses Amt übte er bis zum Eintritt in den Ruhestand im Jahr 2001 aus.
Nach dem Ende seiner Militärzeit war Thomas Burnette für verschiedene Firmen mit Bezug zum Militär tätig. Außerdem stand er nach wie vor dem Militär nahe. Er starb am 1. April 2019 bei einem Erweiterten Suizid. An diesem Tag wurde er zusammen mit seiner 1947 geborenen Frau Susan geborene Hall tot in deren Haus aufgefunden.

## Orden und Auszeichnungen
Thomas Burnette erhielt im Lauf seiner militärischen Laufbahn unter anderem folgende Auszeichnungen:
- Defense Distinguished Service Medal
- Army Distinguished Service Medal  (2-Mal)
- Legion of Merit (4-Mal)
- Bronze Star Medal
- Meritorious Service Medal
- Air Medal
- Army Commendation Medal
- Army Achievement Medal
- Army Good Conduct Medal
- Combat Infantryman Badge